# آریستس (پنسیلوانیا)
آریستس (به انگلیسی: Aristes) یک منطقهٔ مسکونی در ایالات متحده آمریکا است که در شهرستان کلمبیا، پنسیلوانیا واقع شده‌است. آریستس ۰٫۹۶ کیلومتر مربع مساحت و ۳۱۱ نفر جمعیت دارد و ۵۳۳٫۴۱ متر بالاتر از سطح دریا واقع شده‌است.